# Florence Fourcade
Florence Fourcade (* 11. Januar 1961 in Saint-Omer) ist eine französische Geigerin des Swing manouche.
Fourcade erhielt von 1968 bis 1979 klassischen Musikunterricht. Nach dem Studium war sie als Geigerin im Opernorchester von Nîmes tätig, wo sie zuvor das Konservatorium besuchte. Sie gründete ihr Jazzquartett Mademoiselle Swing und trat auf großen Festivals mit Musikern wie Johnny Griffin, Marcel Azzola, Georges Arvanitas, Christian Escoudé, Babik Reinhardt oder Stéphane Grappelli auf. Seit 1992 hat sie mehrere Alben unter eigenem Namen veröffentlicht; auch ist sie auf Einspielungen von Ricet Barrier, Chanson plus Bifluorée und Jean Duino zu hören. Mit der Gruppe Zaragraf hat sie den Soundtrack für den Film Cendrillon au Far West (2012) aufgenommen. Daneben unterrichtet sie seit 1989 an der Musikschule von Beaucaire.

## Diskographische Hinweise
- Best of Swing (2010, mit Marc Fosset, Marc Perez, Freddy Ricci, Bernard & Danielle Scotti, Vittorio Silvestri, Michel Altier, Vincent Calmettes)
- About Love (2005, mit Marc Fosset, Vittorio Silvestri, Park Stickney, Lionel Suarez, Michel Altier, Dino Content, Vincent Calmettes)
- Gallician (2003, mit Marc Perez, Freddy Ricci, Michel Altier)